# Alchemilla filicaulis
Alchemilla filicaulis é uma espécie de rosácea do gênero Alchemilla, pertencente à família Rosaceae.